# Число Коші
Число Коші ({\displaystyle Ca}) —  характеристичне число та критерій подібності в механіці суцільних середовищ, що характеризується відношенням кінетичної енергії до енергії стиснення середовища. 

## Опис
Число Коші використовують при вивченні коливань пружних тіл та течій пружних рідин (газів). Цей критерій подібності названо на честь французького математика Огюстена Коші. Вираз для визначення числа Коші записується у вигляді:
{\displaystyle \mathrm {Ca} ={\frac {\rho v^{2}}{K}}},
де:
{\displaystyle \rho } — густина середовища;
{\displaystyle v} — локальна швидкість середовища;
{\displaystyle K} — модуль всебічного стиску.
Статичний аналог числа Коші називається числом Гука.

## Часткові випадки
Для ізотропних тіл, модуль всебічного стиску прямо пропорційний гідростатичному тиску {\displaystyle p} (закон Гука):
{\displaystyle K=\gamma p}, де {\displaystyle \gamma } — показник адіабати.
Для ідеального газу:
{\displaystyle K=\gamma p=\gamma \rho RT=\,\rho a^{2}},
де:
{\displaystyle a={\sqrt {\gamma RT}}} — швидкість звуку (м/с);
{\displaystyle R} — універсальна газова стала, (Дж/(кг K);
{\displaystyle T} — температура (K).
Для цього випадку число Коші дорівнює квадрату числа Маха:
{\displaystyle \mathrm {Ca} ={\frac {v^{2}}{a^{2}}}=\mathrm {M} ^{2}}.